# Мейфілд (Нью-Йорк)
Мейфілд (англ. Mayfield) — місто (англ. town) в США, в окрузі Фултон штату Нью-Йорк. Населення — 6146 осіб (2020).

## Демографія
Згідно з переписом 2010 року, у місті мешкало 6495 осіб у 2669 домогосподарствах у складі 1815 родин. Було 3436 помешкань
Расовий склад населення:
| - 97,8 % — білих - 0,5 % — чорних або афроамериканців - 0,5 % — азіатів - 0,2 % — корінних американців |

До двох чи більше рас належало 0,8 %. Частка іспаномовних становила 1,1 % від усіх жителів.
За віковим діапазоном населення розподілялося таким чином: 20,3 % — особи молодші 18 років, 62,5 % — особи у віці 18—64 років, 17,2 % — особи у віці 65 років та старші. Медіана віку мешканця становила 44,8 року. На 100 осіб жіночої статі у місті припадало 98,3 чоловіків;  на 100 жінок у віці від 18 років та старших — 97,6 чоловіків також старших 18 років.
Середній дохід на одне домашнє господарство  становив 62 065 доларів США (медіана — 51 451), а середній дохід на одну сім'ю — 70 100 доларів (медіана — 55 950). Медіана доходів становила 45 365 доларів для чоловіків та 31 697 доларів для жінок. За межею бідності перебувало 8,8 % осіб, у тому числі 16,1 % дітей у віці до 18 років та 5,2 % осіб у віці 65 років та старших.
Цивільне працевлаштоване населення становило 2956 осіб. Основні галузі зайнятості: освіта, охорона здоров'я та соціальна допомога — 25,9 %, роздрібна торгівля — 13,7 %, виробництво — 13,1 %.